# Karduniasz

Babilonia (Karduniasz) za panowania Kasytów.

Karduniasz (też Karuduniasz, Karaduniasz) – nazwa geograficzna używana często w źródłach mezopotamskich na określenie Babilonii lub królestwa rządzonego przez królów z dynastii kasyckiej. W II tys. p.n.e. używana była głównie w tytulaturze królewskiej. Po raz pierwszy pojawia się w jednym z tytułów kasyckiego króla Kara-indasza (ok. 1413 p.n.e.), a następnie w tytulaturze wielu późniejszych królów kasyckich, szczególnie w korespondencji międzynarodowej (np. w listach z Amarna). Począwszy od Tukulti-Ninurty I (1243-1207 p.n.e.) królowie asyryjscy sprawujący kontrolę nad Babilonią również używali czasem tego określenia w swej tytulaturze. Po upadku dynastii kasyckiej spotykane jest ono głównie w inskrypcjach asyryjskich, gdzie zdaje się oznaczać po prostu Babilonię. Karduniasz jest najprawdopodobniej słowem pochodzącym z języka kasyckiego, ale jego znaczenie pozostaje nieznane.